# Diaphorus adustus
Diaphorus adustus är en tvåvingeart som först beskrevs av Christian Rudolph Wilhelm Wiedemann 1830.  Diaphorus adustus ingår i släktet Diaphorus och familjen styltflugor. Inga underarter finns listade i Catalogue of Life.